# Ég és föld között (Koncz Zsuzsa-album)
Az Ég és föld között Koncz Zsuzsa 1997-ben kiadott albuma. Kiadója a Hungaroton.

## Az album dalai
1. Kárvalló idők (Tolcsvay László – Bródy János) 4:13
2. Esik eső (Bornai Tibor) 4:37
3. Hol van már az egyszer volt (Gerendás Péter – Bródy János) 3:09
4. Ég és föld között (Cipő) 4:59
5. Valahol az úton (Tolcsvay László – Bródy János) 3:42
6. Ha így is szeretnél (Bornai Tibor) 4:44
7. Békét és reménységet (Tolcsvay László – Bródy János) 5:05
8. Vigyázz rám (Dés László – Nemes István) 3:32 (feldolgozás, eredetileg a Patika c. sorozatból, 1994)
9. Szavak (Korom Attila) 3:51
10. Neked ég a tűz (Bornai Tibor) 4:19
11. A történet vége (Gerendás Péter – Bródy János) 3:41
12. Azt írja a barátom (Korom Attila) 3:25
13. Ne nézd az órát (Bornai Tibor) 4:03
14. Semmi sincs (Tóth Zoltán – Cipő) 3:20
15. Istenhozzád (Tolcsvay László – Bródy János) 4:05

## Forrás
- Koncz Zsuzsa – Ég és föld között (1997)– Discogs